# Falcon’s Fury
Falcon’s Fury (deutsch etwa „Ungestüm des Falken“) ist ein Freifallturm vom Modell Sky Jump des Herstellers Intamin im US-amerikanischen Freizeitpark Busch Gardens in Tampa, Florida, der am 2. September 2014 offiziell eröffnet wurde. Die 102 Meter hohe Anlage war zum Zeitpunkt ihrer Eröffnung der höchste freistehende Freifallturm Nordamerikas sowie der erste weltweit, bei dem die Sitze um 90 Grad nach vorne gedreht werden, sodass die Fahrgäste senkrecht nach unten schauen. Während des rund fünf Sekunden andauernden Falls über 94 Meter beschleunigt die Gondel auf 97 km/h. Falcon’s Fury ist die Hauptattraktion im 2014 neu gestalteten Afrika-Themenbereich Pantopia. Der Name spielt auf das Jagdverhalten eines Falken an, der sich seine Beute häufig im Sturzflug fängt.

## Geschichte

### Planungen und Gerüchte
Mit den Planungen für Falcon’s Fury wurde begonnen, als die Bauarbeiten für die Achterbahn Cheetah Hunt sich im Jahr 2011 dem Ende näherten. Nachdem Bodenproben „interessante Bodenverhältnisse“ zu Tage förderten, war klar, dass für das Fundament eine Pfahlgründung vonnöten sein werde.
Erste Gerüchte, dass Busch Gardens Tampa das Fahrgeschäft Sandstorm durch einen 61 Meter hohen Freifallturm ersetzen könnte, kamen 2011 auf, als der Schwesterpark Busch Gardens Williamsburg im August des Jahres die Freifallattraktion Mäch Tower eröffnete. Zwei Monate später kamen Baupläne für einen Freifallturm an die Öffentlichkeit. Mit dem Antrag auf Markenschutz für den Namen „Falcon’s Fury“ als Fahrgeschäft im Juli 2012 seitens SeaWorld Parks & Entertainment, des Mutterkonzerns von Busch Gardens Tampa, begannen die Spekulationen über den Namen der neuen Attraktion.

### Ankündigung und Bau

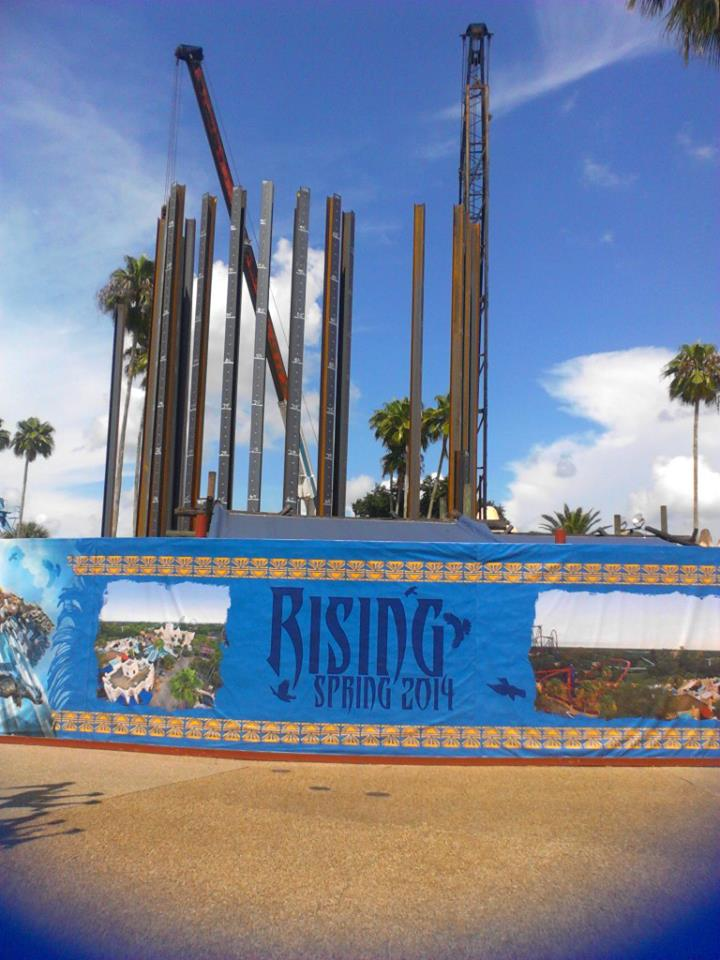
Pfahlgründung auf der Baustelle von Falcon’s Fury im Juli 2013

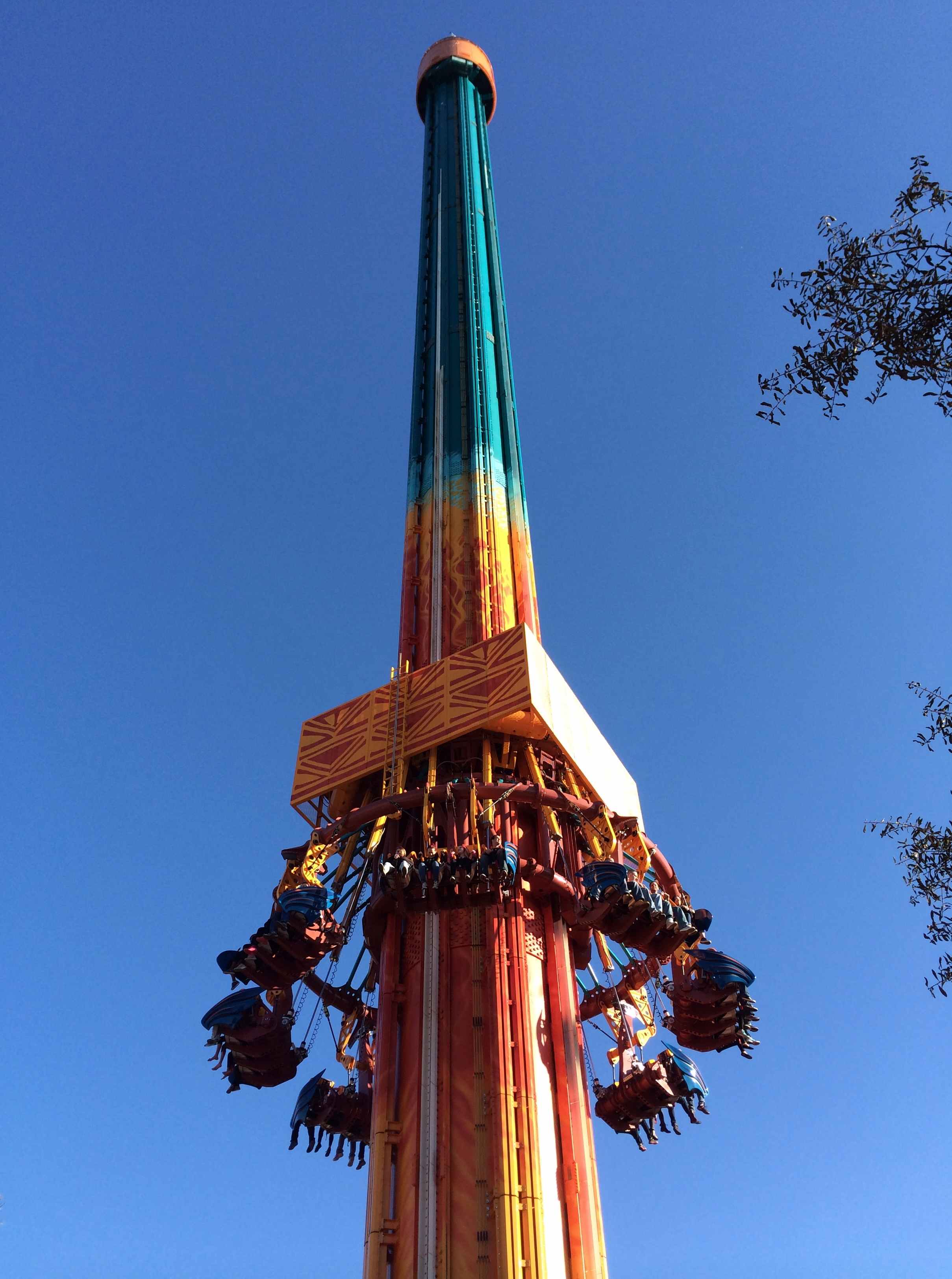
Die Gondel wird am Catch Car hängend nach oben gezogen

Am 31. Mai 2013 verkündete Busch Gardens, dass Sandstorm am 2. Juni 2013 seine letzte Fahrt absolvieren und Platz für eine neue Attraktion machen werde. Etwa zwei Wochen später, am 11. Juni 2013, wurde Falcon’s Fury dann offiziell angekündigt. Noch im selben Monat wurde mit den Bauarbeiten begonnen. Im Winter wurden über einen Monat lang jede Nacht Stahlpfähle für das Fundament in den Boden getrieben.
Am 20. September wurde der Turm von Falcon’s Fury in neun Einzelteilen aus Spanien nach Tampa verschifft, wo sie Ende Oktober ankamen. Zuvor wurden bereits kleinere Teile aus diversen europäischen Ländern angeliefert. Ursprünglich war geplant, dass je Nacht ein Teilstück des Turms montiert werden sollte und die Spitze in der Silvesternacht ihren Platz einnehmen würde. Der Turm wurde von der Adena Corporation aus Ohio errichtet. Jedoch verzögerten sich die Bauarbeiten, sodass nach dem ersten Teil am 18. November 2013 das achte Bauteil erst rund eineinhalb Monate später, am 5. Januar 2014, in Stellung gebracht werden konnte, womit der Turm eine Höhe von 91 Metern erreichte. Die Gondel von Falcon’s Fury wurde am 12. Januar im Park gesichtet. Das Gegengewicht der Gondel wurde am 22. Januar installiert, bevor am ersten Februarwochenende schließlich das letzte Stück des Turms in seine Position gebracht wurde. Kurz darauf begannen die elektrischen Arbeiten und Ende März wurde die Montage der Gondel beendet. Aufgrund diverser Verzögerungen bei den Bauarbeiten konnte mit den ersten Testläufen erst Mitte April 2014 begonnen werden. Anfang Juni begannen Künstler, binnen 60 Stunden einen Sonnenuntergang auf den Turm zu malen.
Ende Februar 2014 verkündete Busch Gardens, dass Falcon’s Fury am 1. Mai für die Besucher öffnen werde. Am 3. April 2014 rief der Park ein Gewinnspiel für eine „Falcon’s Fury First-to-Ride Party“ ins Leben. Am 11. April 2014 wurde ein weiterer, ähnlicher Wettbewerb initiiert. Fünfzig zufällige Personen aus jedem Gewinnspiel würden die ersten Fahrgäste auf Falcon’s Fury werden. Eine Woche später verkündete Busch Gardens, dass die Eröffnung der neuen Attraktion verschoben werden müsse. Auch verschiedene Pressekonferenzen sowie die beiden First-to-Ride Parties wurden abgesagt. Später wurde bekannt, dass es Probleme mit den Seilen gab, die die Gondel nach oben ziehen. In der Woche vom 10. August war Falcon’s Fury nur für Angestellte des Parks geöffnet. Am 16. August wurde das Soft Opening gestartet, bei dem die Arbeitsabläufe an der neuen Attraktion unter realen Bedingungen erprobt wurden. Rund zweieinhalb Wochen später, am 2. September 2014, wurde Falcon’s Fury schließlich offiziell eröffnet.

## Fahrt
Nachdem die Besucher in den Sitzen Platz genommen und die Bügel geschlossen haben, wird die Gondel am Catch Car, einer über Seile mit den in der Spitze des Turms befindlichen Motoren verbundenen Plattform, in die die Gondel eingehängt wird, binnen einer Minute auf eine Höhe von 94 Metern gezogen. Damit bleibt sie rund acht Meter unter der Gesamthöhe des Turms stehen. Oben angekommen, werden die Sitze um 90 Grad nach vorne gekippt, sodass die Besucher senkrecht nach unten blicken. Ein Computer bestimmt zufällig die Zeit zwischen einer und fünf Sekunden, die bis zum Fallenlassen der Gondel vergehen. Ist die Zeit abgelaufen, wird die Verankerung gelöst und die Gondel fällt rund fünf Sekunden lang mit einer Maximalgeschwindigkeit von 97 km/h in Richtung Erdboden. Etwa auf der Hälfte der Fallstrecke werden die Sitze wieder in ihre ursprüngliche Position gedreht. Anschließend tritt die Gondel in die Bremszone ein, in der sie mit maximal 3,5 g (rund 34,3 m/s²) verzögert wird. Nachdem die Gondel in der Station zum Stillstand gekommen ist, verlassen die Besucher die Sitzplätze und das Catch Car fährt wieder nach unten. Eine Fahrt dauert circa zwei Minuten.

## Technik

### Turm
Der aus Stahl mit einer Stärke von rund neun Zentimetern gefertigte Turm von Falcon’s Fury ist 102 Meter hoch, hat einen Durchmesser von 3,7 Metern und besteht aus neun einzelnen Teilen, von denen das schwerste 105 Tonnen wiegt. Der gesamte Struktur des Turms wiegt 519 Tonnen. In dem an der Spitze befindlichen Maschinenhaus, das über 77 Tonnen wiegt, befinden sich vier Gleichstrommotoren, die die Gondel nach oben ziehen. Unterstützt werden sie dabei von einem 68 Tonnen schweren Gegengewicht, das sich innerhalb des Turms auf und ab bewegt. Das Fundament besteht aus 105 Stahlpfählen, deren Länge zwischen 23 und 62 Metern variiert. Der Turm kann bei starken horizontalen Kräften, wie sie zum Beispiel bei einem Hurrikan auftreten können, mit der Spitze rund 90 Zentimeter in jede Richtung schwanken. Da Stahl sich ausdehnt, wenn er erwärmt wird, biegt sich der Turm bei Sonneneinstrahlung zudem immer leicht von der Sonne weg. Nach dem freien Fall wird die Gondel durch einen sich unten am Turm befindenden, 42 Meter langen Bremsabschnitt aus ausfallsicheren Wirbelstrombremsen induktiv verzögert. Dabei sind am Turm die elektrisch leitfähigen Bremsschwerter angebracht; die Dauermagneten befinden sich an der Gondel. Der Turm des eine Fläche von rund 330 m² einnehmenden Fahrgeschäfts ist in den Farben gelb, blau und rot lackiert.

### Gondel

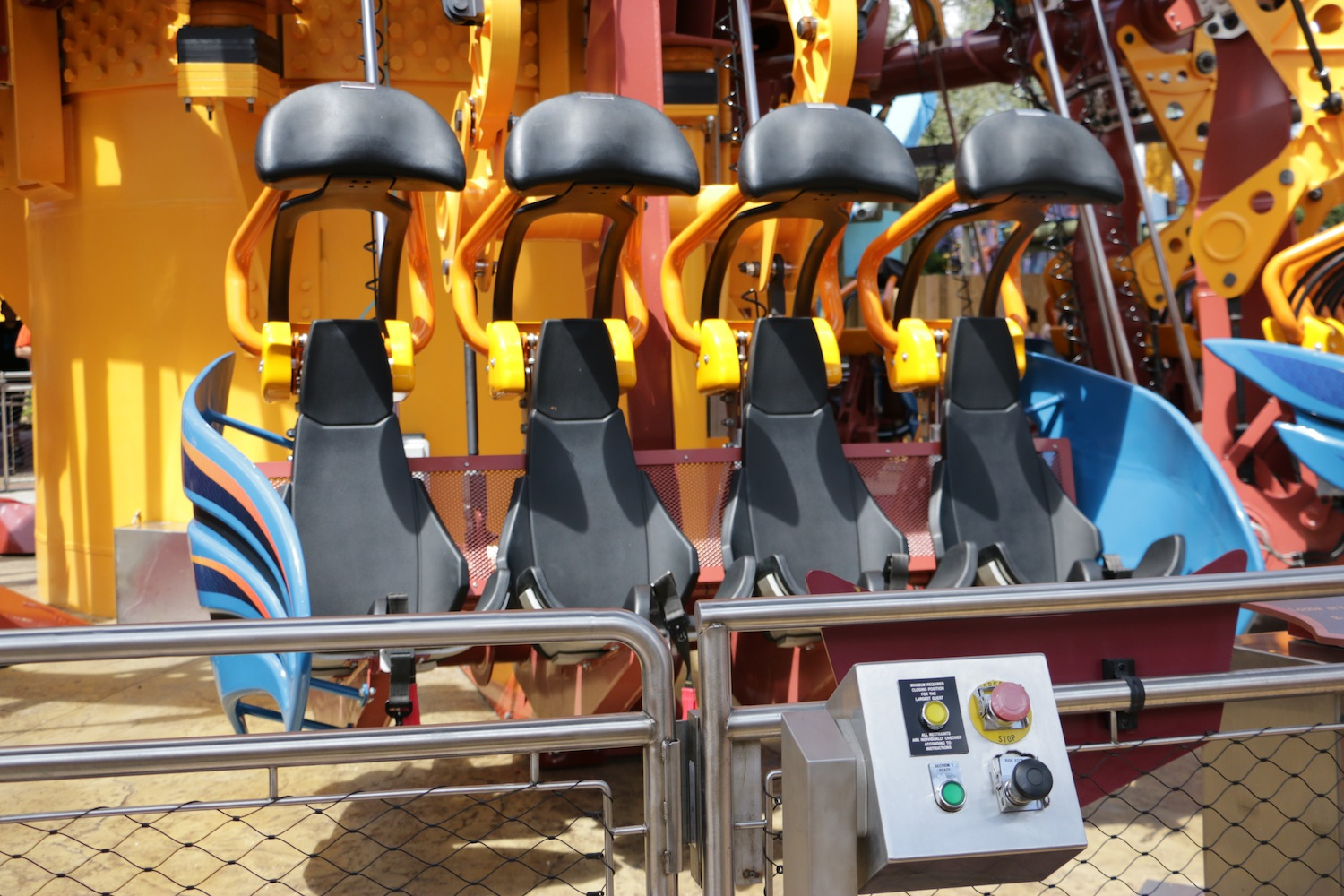
Eine der acht Sitzreihen von Falcon’s Fury

Falcon’s Fury verfügt über eine Gondel, an deren Kanten 32 Sitzplätze in Form eines Achtecks angeordnet sind. An jeder Kante befinden sich somit vier Sitzplätze. Die Besucher werden von Schoßbügeln sowie daran befestigten „Westen“, die über die Schultern der Fahrgäste verlaufen, in den Sitzen gehalten. Die Fahrgäste müssen zwischen 1,37 und 1,93 Meter groß sein, um mitfahren zu dürfen. Bei einer Fahrzeit von rund zwei Minuten beläuft sich die theoretische Kapazität auf 800 Personen pro Stunde. Seitlich jeder Sitzreihe sind „Flügel“ aus mit Kohlenstofffasern verstärktem Kunstharz angebracht. Die Gondel wird lediglich auf eine Höhe von 94 Metern gezogen, womit sie rund acht Meter unter der Spitze des Turms zum Stehen kommt. Oben angekommen, werden die Sitzplätze um 90 Grad nach vorne gekippt, sodass die Besucher senkrecht nach unten schauen.

## Rekorde
Zum Zeitpunkt der Eröffnung war Falcon’s Fury der höchste freistehende Freifallturm Nordamerikas. Die beiden Anlagen Lex Luthor: Drop of Doom in Six Flags Magic Mountain und Zumanjaro: Drop of Doom in Six Flags Great Adventure sind zwar mit 120 respektive 126 Metern höher, doch sind sie an die bereits bestehenden Stahlstrukturen der Achterbahnen Superman: Escape from Krypton beziehungsweise Kingda Ka gebaut worden. Zudem ist Falcon’s Fury als erstes Exemplar vom Modell Sky Jump des Herstellers auch der weltweit erste Freifallturm, bei dem die Sitze um 90 Grad nach vorne gedreht werden. Kippbare Sitze wurden von Intamin zwar bereits 2001 auf Acrophobia in Six Flags Over Georgia und 2002 auf The High Fall im Movie Park Germany verbaut, die Neigung belief sich jedoch nur auf wenige Grad.

## Rezeption
Die Reaktionen nach der Ankündigung von Falcon’s Fury waren überwiegend positiv. Lance Hart von der Website Screamscape meinte scherzhaft, „anstatt Fahrtfotos sollten sie [Busch Gardens] lieber Feuchttücher und trockene Unterwäsche am Ausgang verkaufen“ und die Attraktion könne der angsteinflößendste Freifallturm der Welt werden. Robb Alvey von Theme Park Review meinte, Falcon’s Fury könne mühelos der weltbeste Freifallturm werden, und setzte ihn später auf seine Liste der 14 besten Neuheiten 2014. Brady MacDonald von der Los Angeles Times setzte Falcon’s Fury in seiner Liste der am heißesten ersehnten Neuheiten für 2014 auf Rang 7, korrigierte diese Einschätzung im April 2014 jedoch auf Platz 17.
Nach dem Soft Opening waren die Reaktionen ebenfalls positiv. Die Website Total Orlando gab der Attraktion fünf Sterne für Jugendliche und vier Sterne für Erwachsene von jeweils fünf. Ein Redakteur von Floridatripguides.com meinte, dass das Fahrgeschäft eine großartige Erweiterung für das Attraktionsangebot des Parks sei und schrieb, „Falcon’s Fury ist nichts für schwache Nerven. Ich bin bereits auf dutzenden Freifalltürmen gefahren, doch dieser hier ist anders. So etwas wie direkt hinunterzuschauen und richtig zu fallen macht einen nervös.“ Laut Robert Niles vom Magazin Themeparkinsider komme man „an einen Punkt, an dem man, obwohl man eine Attraktion durch einen neuen Rekord bekannter macht, ihre Zielgruppe in Wirklichkeit verkleinert.“